# Hans Urwyler
Hans Samuel Urwyler (* 20. Februar 1925 in Bern; † 17. November 1994 ebenda) war der sechste Stammapostel (internationaler Kirchenpräsident) der Neuapostolischen Kirche.

## Leben
Urwyler wurde in ein neuapostolisches Elternhaus hineingeboren und wuchs in der Schweiz auf. Seine Vorfahren mütterlicherseits kamen als Hugenotten in die Schweiz. Sein Grossvater Hans Plüss war einer der ersten neuapostolischen Bischöfe der Schweiz. Nach seinem Schulabschluss erlernte Urwyler den Beruf eines Maschinenmechanikers. Nach kaufmännischer Weiterbildung und dem Besuch des Kantonalen Technikums Biel machte er sich zusammen mit einem Studienfreund in der Automobilbranche selbstständig. Als Jugendlicher war er Dirigent in seiner Heimatgemeinde Schwarzenburg. Hier lernte er auch seine Frau Hedi Wenger kennen, mit der er 1949 die Ehe schloss, aus der zwei Söhne hervorgingen.
Nachdem Stammapostel Ernst Streckeisen während einer Dienstreise in Südafrika überraschend verstorben war, wurde Hans Urwyler in einer internationalen Apostelversammlung am 18. November 1978 zum Stammapostel gewählt. In seiner Amtszeit verzeichnete die Neuapostolische Kirche ein starkes Wachstum. Stammapostel Urwyler unternahm neben seinen vielen europäischen Reisen 28 Überseereisen und ordinierte weltweit über 130 Apostel. Er regte 1986 mehr Eigenverantwortung des neuapostolischen Christen für sein Glaubensleben sowie Liebe, Hilfsbereitschaft und Verständnis für solche Glaubensgeschwister an, deren Lebensweg von der allgemeinen Norm abweicht (z. B. Homosexualität, Leben in eheähnlichen Verhältnissen und in Scheidung) und regelte in diesem Zusammenhang deren Zulassung zum Heiligen Abendmahl. 1985 kam es im Raum Wiesbaden zu einer größeren Abspaltung unter Apostel Hermann Gottfried Rockenfelder, der mit etwa 1.000 Anhängern die Apostolische Gemeinde Wiesbaden gründete.
Im Juli 1987 erlitt Hans Urwyler nach einer Afrikareise einen schweren Schlaganfall, von dem er sich nicht wieder vollständig erholte. Am 28. August 1987 beauftragte er im Beisein mehrerer europäischer Bezirksapostel im Spital von Bern den Schweizer Bezirksapostel Richard Fehr zum Stammapostelhelfer und damit zu seinem Stellvertreter. Am 3. Mai 1988 ordinierte er diesen, wiederum in Gegenwart von mehreren Bezirksaposteln aus Deutschland, Frankreich, Kanada und Sambia, im Spital von Bern zum Stammapostel und trat selbst in den Ruhestand. Seine letzten Lebensjahre waren von seiner schweren Krankheit gekennzeichnet. Er verstarb nach weiteren Schlaganfällen 1994 im Kreis seiner Familie.

## Ordinationen
- 1949: Unterdiakon
- 1952: Diakon
- 1953: Priester
- 1964: Hirte
- 1965: Bezirksevangelist
- 1966: Bezirksältester
- 27. April 1969: Bischof
- 1. Januar 1976: Bezirksapostel (Kirchenpräsident) für die Gebietskirche Schweiz (bis 1. Januar 1980)